# Batrachylodes wolfi
Batrachylodes wolfi är en groddjursart som först beskrevs av Richard Sternfeld 1920.  Batrachylodes wolfi ingår i släktet Batrachylodes och familjen Ceratobatrachidae. IUCN kategoriserar arten globalt som livskraftig. Inga underarter finns listade.